# Four Traction Automobile Company
Four Traction Automobile Company war ein US-amerikanischer Hersteller von Kraftfahrzeugen.

## Unternehmensgeschichte
Ernest Rosenberger entwarf 1907 in Mankato in Minnesota einen Personenkraftwagen mit Vierradantrieb. Zusammen mit drei Personen fertigte er bis Anfang 1908 fünf Fahrzeuge. Der Markenname lautete Four Traction. Dann gründete er mit finanzieller Hilfe von A. G. Wasson und J. W. Schmitt das Unternehmen in der gleichen Stadt. Die Fahrzeuge wurden nun als Mankato und Kato bezeichnet, wobei der letztgenannte Name oft für Lieferwagen verwendet wurde. Ende 1908 befanden sich 25 Fahrzeuge in der Produktion. 1913 endete die Produktion. Insgesamt entstanden etwa 12 Pkw und 30 Lastkraftwagen.
Die Nevada Manufacturing Company übernahm alles.

## Fahrzeuge
Ungewöhnlich war der Vierradantrieb der Fahrzeuge. Ein Zweizylinder-Zweitaktmotor von der Brennan Motor Manufacturing Company trieb die Fahrzeuge an. Sie hatten 127 mm Bohrung, 139,7 mm Hub, 3539 cm³ Hubraum und 24 PS Leistung.
Das Fahrgestell der Pkw hatte 264 cm Radstand. Model B war ein Tourenwagen mit fünf Sitzen.